# Norge/Vänerbanan

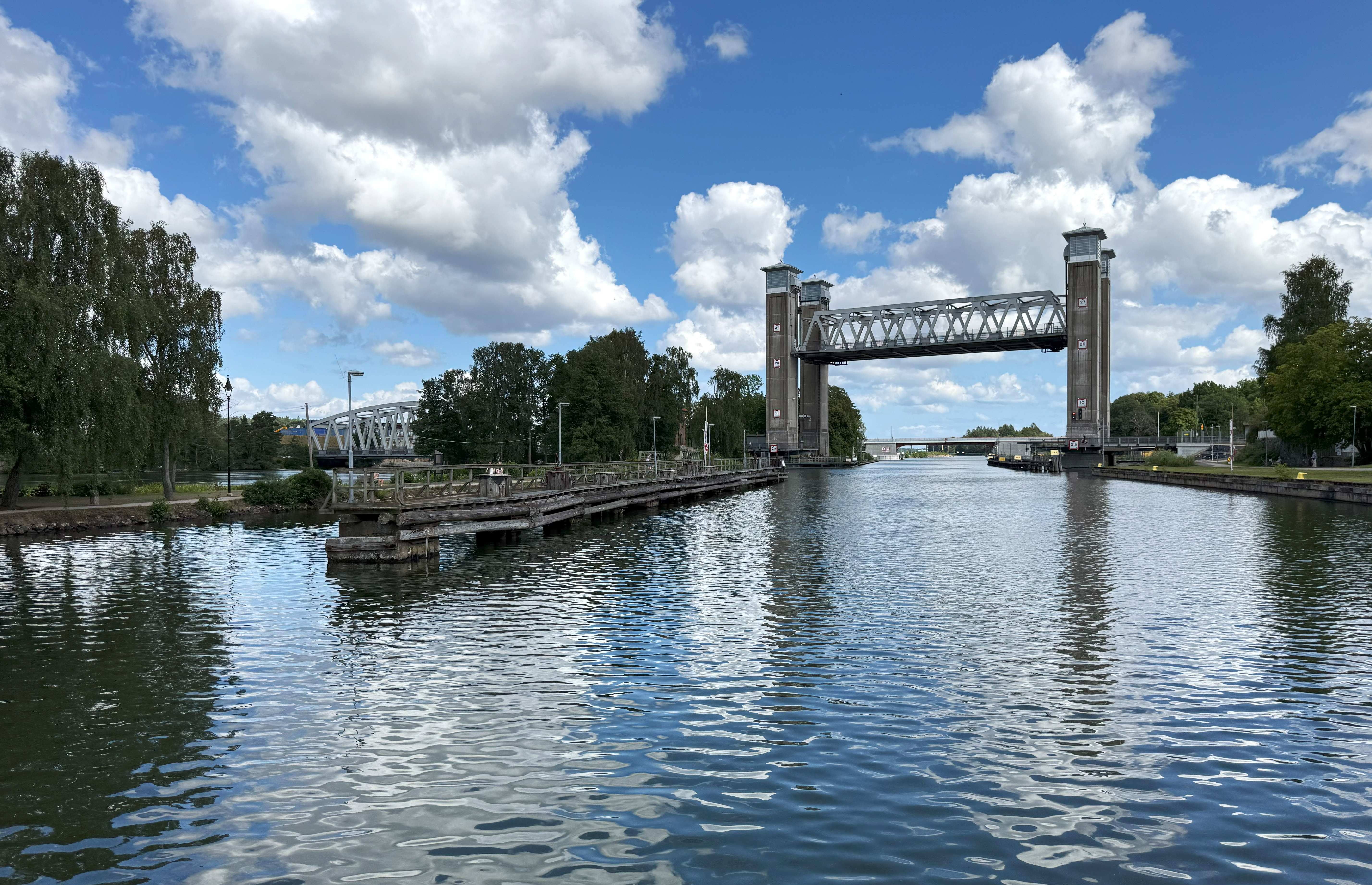
Järnvägsbron i Trollhättan.

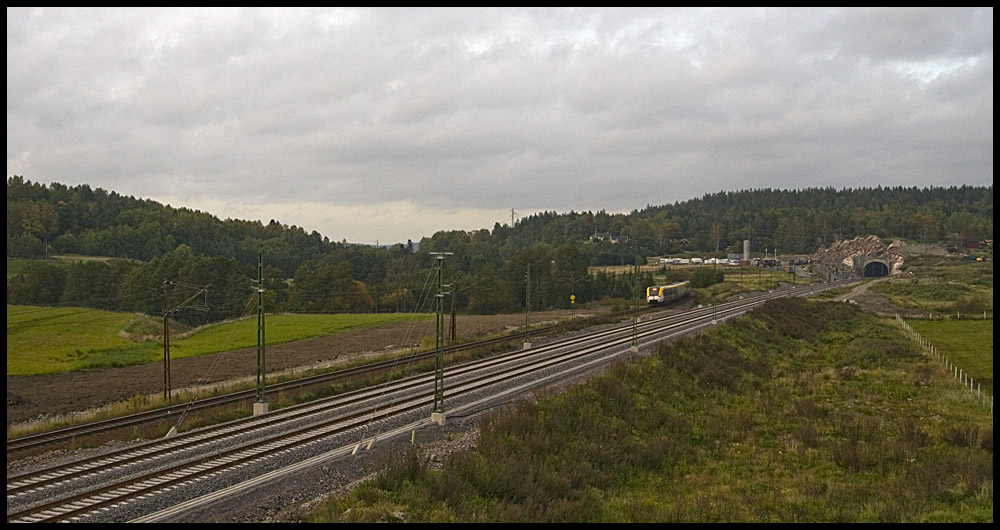
Utanför Lödöse. Man ser både den gamla och den nya banan. Den nya banan med Nygårdstunneln till höger var inte öppnad ännu när bilden togs.

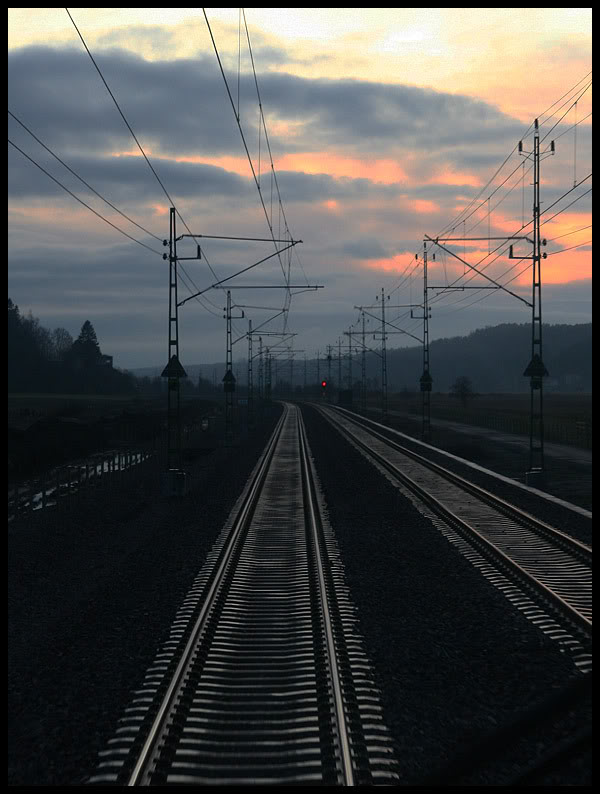
Ny bana mellan Älvängen och Bohus, färdigställd hösten 2009.

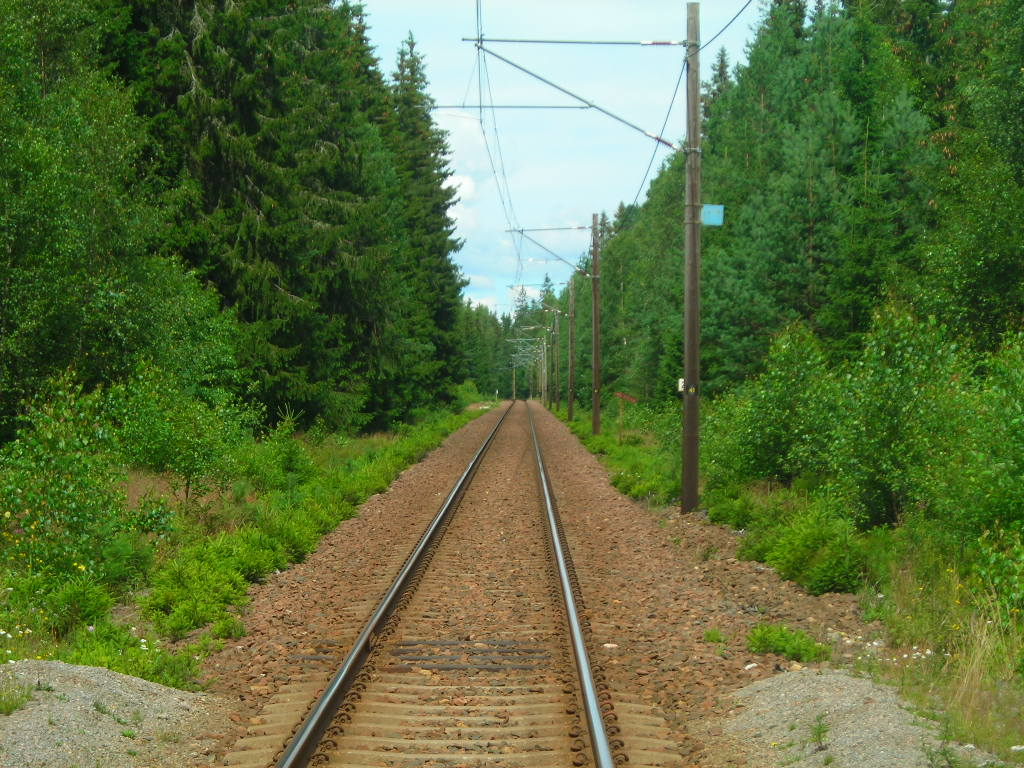
Norgebanan nära Bäckefors (kontaktledningsstolpar i trä)

Norge/Vänerbanan är en 300 km lång järnvägslinje som går mellan Göteborg–Erikstads kyrka–Kornsjø, samt Göteborg–Erikstads kyrka–Kil. Sträckan Göteborg–Erikstads kyrka är gemensam och ofta är det denna sträcka som benämns Norge-/Vänerbanan. Sträckan Göteborg–Kornsjø kallas även Nordlänken. Förgreningspunkten ligger några hundra meter från Erikstads kyrka, men kallas också Skälebol efter en gård bredvid. Sträckans längder är Göteborg–Kornsjø 180 kilometer och Göteborg–Kil 232 kilometer, medan det mellan Göteborg och förgreningspunkten Erikstad är 112 kilometer.

## Trafik

### Internationella tåg: Norge–Göteborg
Förbindelsen mellan Norge och europeiska kontinenten går via Norge/Vänerbanan. Olika tåglinjer från Oslo och söderut har gått genom årens lopp, för närvarande[när?] slutar Oslotågen i Göteborg. Denna förbindelse har tidigare varit på nedgång i passagerarantal, eftersom bussar Göteborg–Oslo är snabbare, och för att regeringarna inte vill satsa pengar på utrikestrafik.[källa behövs] NSB, numera Vy, är operatör sedan år 2005 och har anskaffat moderna snabbtåg med lutbar vagnskorg (Typ 73B) till denna linje och har lyckats stabilisera passagerarantalet. Tågen körs som regionaltåg Halden–Oslo och stannar ganska ofta.  Det går tre tåg per vardag hela vägen i vardera riktningen.
200 kilometer i timmen är tillåtet på nästan halva sträckan i Sverige (i stort sett hela sträckan Göteborg-Öxnered samt den sträcka som byggdes utanför Mellerud 1995) och på långa delsträckor i Dalsland är 160 kilometer i timmen tillåtet. Vy typ 73B-tågen är godkända för 210 kilometer i timmen i Norge, men den hastigheten är inte tillåten i Sverige (och inte heller på den norska sträckan, Oslo-Kornsjø). Banan har bitvis trästolpar för kontaktledningen, på båda sidor gränsen, vilket är ovanligt i Sverige.[källa behövs]

### Fjärrtåg: Karlstad–Göteborg
Mellan Karlstad och Göteborg går SJ regionaltåg De stannar i Kil, Grums, Säffle, Åmål, Mellerud, Öxnered och Trollhättan. SJ:s trafik utförs med Reginatåg på uppdrag av Västtrafik och Region Värmland. Kontraktet löper till och med december 2028.
Tågab kör tåg som ingår i företagets längre linjer, Göteborg-Karlstad-Kristinehamn-Falun eller Stockholm.
Västtrafik kör några kompletterande turer från Säffle-Åmål för arbetspendling till Trollhättan-Göteborg.

### Regionaltåg: Vänersborg–Göteborg
Varje timme (halvtimme i rusningstid) går det regionaltåg mellan Vänersborg och Göteborg. De stannar i Öxnered, Trollhättan, Lödöse södra, Älvängen, Bohus och Gamlestaden.

### Pendeltåg: Älvängen–Göteborg
På sträckan Göteborg–Älvängen går pendeltåg varje kvart i rusningstid.

## Historik
Banan Göteborg–Kil byggdes av Bergslagernas Järnvägar, delägt av Göteborgs kommun, och gick till Falun vilket var den längsta enskilda järnvägen i Sverige. Banan Göteborg–Kil invigdes 1879. Hela sträckan (Gävle-)Falun–Kil–Göteborg trafikeras av godståg och sträckan är ganska viktig.
Banan Mellerud–svensk-norska gränsen kallades förr Dalslandsbanan och invigdes även den 1879. 
I februari 1946 introducerades det internationella fjärrtåget Norgeexpressen som i NSB:s regi trafikerade sträckan  Göteborg C–Oslo Ø över dåvarande Bergslagsbanan och Dalslandsbanan, detta då var det första expresståget som trafikerade Sverige. 1947 började det första svenska expresståget, GDG-expressen, trafikera sträckan Göteborg C–Falun C–Gävle C där delsträckan Göteborg C–Kil omfattar nuvarande Norge/Vänerbanan.
Banan förstatligades 1948. 1956 öppnades ett spår i Mellerud som eliminerade behovet att vända tågen mot Oslo. Tågen passerade då inte längre Melleruds station. År 1995 öppnades enkelspåret Erikstads kyrka–Dals Rostock, vilket förkortade avståndet till Norge med sex kilometer och eliminerade två mycket långa och skarpa kurvor.
Persontrafiken från Oslo till Göteborg utgjordes under lång tid delvis av internationella fjärrtåg såsom Skandiapilen, Parisexpressen, Skandiaexpressen, "Hamburgaren" m.fl. Dessa tåg gick direkt eller indirekt till storstäder på kontinenten som Hamburg, München, Basel och Paris. Mest långväga var sovvagnförbindelsen som gick ända till Moskva via Berlin och Warszawa. Egentligen utgjordes förbindelserna till Paris, Moskva etc inte av hela tåg utan av kursvagnar, alltså sovvagnar som växlas mellan tåg och till slut hamnar på avsedd destination. Sådana kursvagnar är i stort sett borta, delvis för att flyget tagit över så långväga resor.[källa behövs]
Åren kring sekelskiftet 2000 överfördes trafiken mellan Sverige och Oslo till ett bolag kallat Linx, ägt av SJ och NSB, då man ville separera utrikestrafiken. Mellan Oslo och Göteborg kördes vanliga loktåg. Trafiken var olönsam trots relativt höga priser varför SJ drog sig ur. Varken SJ, svenska regeringen eller Rikstrafiken ville bidra till olönsam utrikestrafik. Inför hotet att inte ha trafik till Sverige (eller Danmark) valde Norge att köra i egen regi.
Redan före 1995 revs förbindelsespåret i Mellerud som tillät tåg att gå mellan Kil och norska gränsen. Inga tåg hade då gått där på många år. År 2004 började det privata godstågbolaget Hector Rail köra tåg Halden–Hallsberg flera gånger om dagen. De får vända i Brålanda.

### Göteborg–Öxnered 2006–2012
År 2006–2012 byggdes järnvägen ut till dubbelspår för snabbtåg mellan Göteborg och Öxnered (som är en järnvägsknutpunkt i sydvästra utkanten av Vänersborg). Dubbelspåret har byggts helt utan plankorsningar och är anpassat för 250 km/h. Det är tills vidare endast godkänt för 200 km/h på grund av signalsystemet ATC. Sträckan Göteborg–Lödöse kommer inte att kunna godkännas för 250 eftersom perronger inte tillåts direkt vid så snabba spår. I rusningstrafik med pendeltåg varje kvart blir hög hastighet meningslös, eftersom snabba tåg kommer ikapp föregående pendeltåg om de har gångtid Göteborg-Älvängen mer än 10 minuter snabbare än pendeltågen. Eftersom pendeltågen tar 27 min så får snabba tåg ta minst 17 minuter vilket motsvarar 110 km/h medelfart mellan Göteborg-Älvängen. Mellan Älvängen och Trollhättan kan tågen gå fortare.
Restiden har minskat med ungefär tjugo minuter för sträckan Göteborg–Öxnered till drygt 40 minuter, i vissa fall knappt 40 minuter.
Kostnaden för järnvägutbyggnaden mellan Göteborg och Öxnered (49 kilometer) var runt 6,5 miljarder kronor, varav EU bidragit med 90 miljoner (9,5 miljoner euro), det vill säga 1,5 procent. Mellan Agnesberg och Älvängen byggdes motorväg och järnväg samtidigt (20 kilometer) vilket beräknades kosta runt fyra miljarder, varav 1,5 miljarder för järnvägen.
Utbyggnaden indelades i nio etapper, redovisat i följande tabell, från norr till söder.
| Delsträcka                       | Längd (km) | Tunnlar och broar                                                                        | Trafikstart |
| -------------------------------- | ---------- | ---------------------------------------------------------------------------------------- | ----------- |
| Öxnered–Trollhättan              | 8,3        | Trollhättetunneln 3 540 m                                                                | 2006-11-07  |
| Trollhättan–Velanda              | 5          |                                                                                          | 2008-08-17  |
| Velanda–Prässebo                 | 14         | Bro över Slumpån 400 m Tunnel vid Slumpån 140 m Tunnlar vid Sjökullesjön 130 m och 125 m | 2012-11     |
| Prässebo–Torbacken (nära Nygård) | 6,5        |                                                                                          | 2006-07-31  |
| Torbacken–Hede (nära Lödöse)     | 7,5        | Nygårdstunneln 3 030 m                                                                   | 2008-12-15  |
| Hede–Älvängen                    | 7,6        | Kattlebergstunneln 1 800 m                                                               | 2012        |
| Älvängen–Bohus                   | 11         |                                                                                          | 2009-11-30  |
| Bohus–Agnesberg                  | 5,2        |                                                                                          | 2012        |
| Agnesberg–Olskroken              | 10         |                                                                                          | 2012        |

Under cirka två månader varje sommar 2008–2012 ställdes all tågtrafik in under en period för byggarbetenas skull och bussar ersatte (medan godståg kördes andra vägar).

## Utbyggnader

### Banan Öxnered–Halden
Trafikverket har gjort förberedelser, bland annat provborrningar, för en järnvägstunnel på mellan fyra och fem kilometer mellan Dals Rostock och Dalskog (på Norgegrenen). En sådan tunnel skulle läcka vatten med tanke på bergarterna, bland annat skiffer; den skulle behöva tätas till höga kostnader såsom Hallandsåstunneln.[källa behövs] Tunneln skulle kunna ge en restidsvinst på cirka fyra minuter.
Planer finns för en förlängning av dubbelspåret från Öxnered upp till Erikstads kyrka. Tunneln plus vissa uträtningar längre västerut plus plankorsningsåtgärder hade inneburit hastigheter om 200 kilometer per timme på större delen av sträckan Öxnered–Ed, och sträckan Göteborg–Ed (nu 161 kilometer) skulle ta under timmen mot 1:25 (medelhastighet: 113 km/h) år 2007, 1:20 (medelhastighet: 121 km/h) år 2018 och 1:13 (medelhastighet: 132 km/h) år 2023. Dessa planer ligger vilande och kommer inte att verkställas före 2025, troligen långt senare. 
Mellan Ed och Halden (52 km) finns inga kända närmare byggplaner. Banan är krokig, särskilt på norska sidan, och har en mycket brant backe (nästan tre procent) vid Halden som begränsar godstrafiken. Restiden Ed-Halden är 37-41 minuter.
Västtrafik under 2010-talet har börjat köra länståg Ed–Trollhättan, 2 st per riktning år 2020 (dessutom kör Vy 3 st tåg Oslo–Göteborg per riktning). Västra Götalandsregionen vill ha stopp för länståg i Bäckefors, Dals Rostock, Brålanda och Frändefors, enligt en utredning 2018.

### Snabbana i Norge
Det har funnits ganska litet intresse för långväga tågtrafik från norskt politiskt håll; medelhastigheterna på 70–80 kilometer per timme är desamma som gällt i flera årtionden. Det norska ointresset har gjort att svenska Banverket/Trafikverket inte gjort något åt Norgegrenen utöver 1995 års sträcka och inte planerar bygga något tills vidare. Den svenska medelfarten är mycket högre än den norska ändå: medelfarten Oslo–Ed är i dag 84 kilometer i timmen (188 km på 2:14).
I januari 2012 presenterades utredningen om att bygga ett helt nytt höghastighetsnät i Norge, från Oslo till Bergen, Trondheim, Kristiansand/Stavanger, Göteborg och Stockholm. En höghastighetsbana Oslo–Göteborg med hastighet upp mot 250 kilometer per timme och en restid på ca 1 timme och 40 minuter föreslogs, och beräknades ha 1,2 miljon resande 2024. Man föreslår att på svensk mark följa ungefär samma sträckning som i dag, utom en ny station söder om Ed. Norge kommer dock varken att bygga eller betala järnvägar i Sverige. För norsk mark, Østfoldbanen, föreslås en ombyggnad i befintlig sträckning Oslo–Moss–Fredrikstad–Sarpsborg–Halden som då skulle få en restid på 1 timme och 8 minuter (jämfört med 1:45 år 2012 för 136 km), med en kostnad på 18,7 miljarder NOK. Förslaget om en höghastighetsbana direkt Oslo-Sarpsborg-Halden (cirka 100 km på runt 40 minuter) avvisas.
Från Halden till gränsen (33 kilometer) planeras inte så mycket. Restiden kommer att vara relativt oförändrad Göteborg-Halden, cirka 1:50, och då kommer den verkliga restiden Göteborg-Oslo istället att bli 3:00.
I första hand ska en ny snabbana Oslo–Ski, Follobanan, med en längd på 22 kilometer (inkluderat Norges längsta tågtunnel på 19,5 kilometer) byggas. Bygget startade 2014 och öppningen ägde rum den 12 december 2022. Den ska ge ökad kapacitet, minska restiden med 10 minuter och minska risken för förseningar.

### Öxnered–Kil/Karlstad
För sträckan Grums–Karlstad diskuteras en genväg, som skulle förkorta sträckan minst tio kilometer. Den kallas för ”Vålbergssvängen” eller ”Vålbergsrakan”. Det finns från 2008 en förstudie om den med ett pris på 1,8 miljarder och en byggstart 2008 planerad före 2020 om regeringen väljer att höja Trafikverkets anslag. Det projektet har dock inte prioriterats sedan och finns inte med i planen för byggstart 2018-2029.